# Je suis heureux que ma mère soit vivante
Pour plus de détails, voir Fiche technique et Distribution.
Je suis heureux que ma mère soit vivante est un film français réalisé par Claude Miller et Nathan Miller en 2008, sorti en 2009.

## Synopsis
Thomas, un adolescent adopté et mal dans sa peau, se met en quête de son passé pour comprendre pourquoi sa mère l'a abandonné, en compagnie de son frère, lorsqu'il avait 4 ans. Il cherche alors sa mère sans en parler ni à son frère ni à ses parents adoptifs. Il découvre alors qu'elle n'est plus avec son père biologique, qu'elle a eu un troisième fils avec un autre homme et qu'elle vit désormais seule avec cet autre garçon qu'elle n'a pas abandonné.

## Fiche technique
- Titre : Je suis heureux que ma mère soit vivante
- Réalisation : Claude Miller et Nathan Miller
- Scénario : Alain Le Henry, Claude Miller et Nathan Miller, d'après un article d'Emmanuel Carrère
- Photographie : Aurélien Devaux
- Décors : Jean-Pierre Kohut-Svelko
- Costumes : Elsa Gies
- Son : Jean-Jacques Ferran
- Montage : Morganne Spacagna
- Production : Jean-Louis Livi ; coproduction, Jacques Audiard et Alain Vannier
- Pays d'origine :  France
- Langue originale : français
- Année de production : 2008
- Dates de sortie :
  -  France : 20 septembre 2009
  -  Belgique : 20 septembre 2009

## Distribution
- Vincent Rottiers : Thomas
- Sophie Cattani : Julie Martino, la mère biologique de Thomas et Patrick
- Christine Citti : Annie Jouvet, la mère adoptive
- Yves Verhoeven : Yves Jouvet, le père adoptif
- Sabrina Ouazani : la caissière du cinéma
- Maxime Renard : Thomas à 12 ans
- Olivier Guéritée : Patrick / François à 17 ans
- Ludo Harlay : Patrick / François à 9 ans
- Gabin Lefebvre : Thomas à 4 ans
- Quentin Gonzalez : Frédéric, le 3e enfant de la mère de Thomas
- Chantal Banlier : Chantal Duronnet, la voisine
- Thomas Momplot : Mathieu
- Alberto Actis : le ferrailleur
- Dominique Hulin : le taulier de l'hôtel Lux
- Samir Guesmi : l'employeur
- Célia Granier-Deferre : l'employée de la préfecture
- Bruno Chiche : le père de Frédéric
- Carole Franck : la directrice de l'orphelinat
- Françoise Gazio : la femme médecin
- Virginie Emane-Balu : Patricia
- Iria Loureiro Dos Santos : la collégienne
- Jacqueline Woelffel : le proviseur
- Louis Czajkowski et Gabriel Czajkowski : Patrick à deux ans
- Rémy Roubakha : le chef d'atelier
- Clémence Boué : la fleuriste

## Autour du film
L'histoire s'inspire d'un article d'Emmanuel Carrère, publié en 1990 dans L'Événement du jeudi, relatant un fait divers. Jacques Audiard est le premier à vouloir adapter cette histoire au cinéma et en parle au producteur Jean-Louis Livi. Emmanuel Carrère est d'abord contacté pour écrire lui-même le scénario mais celui-ci abandonne rapidement, puis Audiard, tout en réalisant d'autres films, demande à Alain Le Henry de s'atteler à l'écriture. Un scénario est alors terminé mais Audiard s'engage dans un autre projet, de grande importance pour lui, Un prophète. Jean-Louis Livi ne souhaite pas continuer à repousser le projet et fait donc appel à Claude Miller pour réaliser Je suis heureux que ma mère soit vivante.
Jean-Louis Livi et Claude Miller décident de faire appel à Nathan Miller pour coréaliser le film. C'est donc le premier long métrage de fiction de Nathan Miller en tant que réalisateur et la deuxième collaboration de réalisation entre Miller père et Miller fils après le documentaire Marching band (également en 2009).
Nathan Miller avait déjà été l'assistant-réalisateur de son père sur plusieurs films où il a joué quelques seconds rôles. Il avait, par ailleurs, réalisé de son côté  plusieurs courts-métrages de fiction.
Parmi les lieux de tournage : Pontoise, Chennevières-sur-Marne, Nogent-sur-Marne et le Parc zoologique de Paris.